# 윤진섭
윤진섭(1955년~)은 대한민국의 미술 비평가, 학예사, 현대미술가이며 교육자이다.

## 생애
1955년 출생했다. 홍익대학교 미술대학 회화과 및 같은 대학원 미학과를 졸업했고, 호주 웨스턴시드니 대학교에서 철학박사 학위를 취득했다. 광주비엔날레에서 큐레이터를 하였으며, 서울미디어아트비엔날레와 창원조각비엔날레의 총감독을 맡았다. 또한 한국미술평론가협회의 회장을 역임했으며, 호남대학교 교수 및 시드니 대학교 미술대학 명예교수를 역임하였다.

## 저서
글로컬리즘과 아시아의 현대미술(사문난적 2014), 
행위예술의 이론과 현장(진경, 2012), 
점심, 마음에 점을 찍다(신원, 2010), 
한국의 팝아트(에이엠아트, 2009), 
몸의 언어(터치아트, 2009), 
한국 모더니즘 미술연구(도서출판 재원, 2000), 
현대미술의 쟁점과 현장(미진사, 1997), 
미술관에는 문턱이 없다(도서출판 재원, 1997), 
행위예술감상법(대원사, 1995), 
공간의 반란-한국의 입체, 설치, 퍼포먼스 1967-1995/편저(미술문화, 1995), 
현대미술의 구조:환원과 확산/공저(API, 1993), 
한국현대미술의 새로운 이해/공저(시공사, 1995), 
한국 추상미술 40년/공저(재원, 1997), 
오늘의 한국미술/공저(가나아트, 1993), 
21세기 한국의 작가 21인/공저(재원, 2000), 
한국 현대미술의 단층/공저(삶과 꿈, 2005), 
한국 현대미술 새로보기/공저(미진사, 2007), 
한국의 현대미술가 100인(사문난적, 2009), 
오늘의 미술가를 말하다1,2,3(2010, 학고재), 
30인의 작가 30개의 시선(한국미술평론가협회), 
단색화-미학을 말하다(아트북스, 2015), 
글로벌 아트마켓 크리틱(미메시스, 2016)
한국 현대미술의 형성과 전개(한국미술평론가협회, 2014, 도서출판 신원), 해프닝과 이벤트 : 1960-70년대 행위예술(ACC, 2016), Asian Art Criticism Forum 2005-2007(KACA, 2017), Performance Art Platform in Seoul(Symposium, 2012), Korean Artists Today(Arts Council Korea, 2011), 33 Korean Artists by 33 Best Critics(김달진미술연구소, 2012), Art Criticism in a Labyrinth-AICA Anthology Book of Keynote Speakers(AICA International, 2014), Resonance of Dansaekhwa(Korea Arts Management Service, 2016), Brilliant Critics-10 Curators, 10 Artists(artasiapacific, 2017), Dansaekhwa 1960-2010 : Primary Documents on Korean Abstract Painting(Korea Management Service, 2018)

## 수상
2015 대학교육 유공 국무총리 표창
2014 국제미술평론가협회(AICA) 명예공로상 수상
2013 ‘1900년 이후 충남을 빛낸 문화예술인’ 100인에 선정(충청남도))
2009 제23회 예총예술문화상 미술부문 대상 수상
2008 제8회 하종현미술상 평론가상 수상
2000 제5회 월간미술대상 전시기획부문 대상 수상
1995 월간미술 <90년대 베스트 큐레이터 11인에 선정>
1996 ‘광주비엔날레’ 유공 대통령 표창
1995 ‘미술의 해’ 유공 국무총리 표창
1990 동아일보 신춘문예 미술평론 당선

## 주요전시기획
2018 저항과 도전의 이단아들-2부, 한국 행위미술50년 : 1967-2017, 협력큐레이터, 대구미술관  
2018 한국의 후기단색화, 초빙 큐레이터, 리안갤러리(서울, 대구)  
2017 Spoon Art Show 특별전, 한국 현대미술의 풍경전-서사와 형식, 일산 KINTEX Hall  
2017 실험과 도전의 전사들, 한국 행위예술 50주년기념자료전, KIAF  
2017 특별전2016 창원조각비엔날레, 총감독  
2014 Digital Triangle-한중일 미디어 아트의 오늘(대안공간루프), 공동감독  
2014 여름, 7일간의 난장 퍼포먼스 큐레이터, 쿤스트독갤러리  
2014 단색화의 예술전, 국제갤러리2014 K-P.O.P-Korean Contemporary Art, MOCA TAIPEI, 총감독   
2012 한국의 단색화전 초빙큐레이터(국립현대미술관)  
2010 새만금 깃발축제 국내 및 국제전 커미셔너  
2009 제3회 인사미술제 커미셔너  
2009 경기도세계도자비엔날레 특별전 <국제도자퍼포먼스-Ceramic Passion> 예술감독  
2008 가상의 경계:한중미디어아트전(중국 북경, 한지연 컨템포러리 스페이스) 예술감독  
2008 제2회 인사미술제 커미셔너  
2007 제1회 인사미술제 커미셔너  
2006 제4회 서울국제미디어아트비엔날레 특별전 <메르츠의 방> 초빙 큐레이터(서울시립미술관 남서울분관)  
2006 중국심양시 세계 빛 엑스포 <빛과 환경>전 예술감독(심양, 중국)  
2005 제1회 포천아시아미술제 조직위원장 겸 예술총감독(포천, 반월아트홀)  
2005 <메이드 인 광주>전 커미셔너(광주시립미술관)  
2005 세계 빛 엑스포 <빛과 환경>전 예술감독(빛 엑스포 특설전시장, 일산)  
2005 세계전북서예비엔날레 국제전 커미셔너(소리의 전당, 전주)  
2004 베니스영화제 기념 <오픈아시아2004> 큐레이터(베니스)  
2004 인도트리엔날레 국제 커미셔너(뉴델리, 인도)  
2004 서울 국제미디어아트비엔날레(미디어시티 서울2004) 전시총감독   
2003 세계전북서예비엔날레 <세계미술가서예전> 커미셔너(소리의 전당, 전주)  
2003 베니스영화제 기념 <오픈2003> 큐레이터(베니스)  
2002 베니스영화제 기념 <오픈2002> 큐레이터(베니스)  
2002 서울-부에노스아이레스 깃발미술제 커미셔너(아르헨티나 국립현대미술관)  
2002 한일월드컵공식문화행사 <깃발미술제> 예술감독(상암동 월드컵공원)  
2002 <2002 서울국제행위예술제> 조직위원장 겸 예술총감독(인사동, 서울)  
2002 <제25회 상파울루비엔날레> 국제 커미셔너(상파울루, 브라질)  
2000 <제3회 광주비엔날레> 전시기획위원 겸 특별전 큐레이터  
2000 <2000 서울국제행위예술제> 운영위원장 겸 예술총감독(인사동, 서울)  
1998 <제1회 부산국제아트페스티발> 커미셔너(부산시립미술관)  
1997 <동방으로부터의 제안Proposta D'orient>(카살소예릭미술관, 마요르카, 스페인)  
1995 <공간의 반란:한국의 입체,설치, 퍼포먼스 1967-1995> 큐레이터(서울시립 미술관 정도600주년 기념관)  
1995 <제1회 광주비엔날레> 조직위원 겸 특별전 큐레이터  
1995 New Asian Art Show 커미셔너(일본, 재팬 파운데이션 미술관)  
1994 지금 동(東)의 꿈(夢)(Now Dream of East)-한국, 중국, 일본(수도사범대학 미술관, 중국)  
1993 장안문에서 천안문까지-한국현대미술의 육성전 커미셔너(중국미술관ㆍ중앙미술학원미술관)  
1992 창작과 인용전(무역센터 현대미술관)  
1992 일본현대미술의 단면전(무역센터 현대미술관)  
1992-4 구상회화의 재조명전 5부작(풍경화, 인물화, 풍자화, 초현실주의, 실내정경 등) 압구정 현대백화점 현대미술관  
1987, <평화의 祭-장벽을 넘어서>(독일문화원) 이후  현재까지 90여회의 국내외 전시기획    

## 창작활동
개인전  
1982  [행위드로잉 개인전](화사랑, 서울)  
1987  [윤진섭 퍼포먼스그룹] 창단실연 <거대한 눈Ⅰ> 발표(대학로)  
2014  아트스페이스 휴 초대전 [La chose chose Chose's cheeze] [Colin Rhodes & Yoon, Jin Sup 2인전](쿤스트독 갤러리)          
단체전  
1976 [한국미술대상전](국립현대미술관)  
1977 [제5회 앙데팡당전](국립현대미술관)  
-이건용, 윤진섭 2인 이벤트쇼 <조용한 미소>(서울화랑)  
- 이벤트 쇼 <어법>(홍익대 교정)  
- [제6회 S.T그룹전](견지화랑) 퍼포먼스 <서로가 사랑하는 우리들(We stroke)> 발표(견지화랑)  
1978 [제6회 앙데팡당전](국립현대미술관)    
-  [제5회 홍인판화전](견지화랑)1980 [제7회 S.T그룹전](동덕미술관)  
1981 [현대미술워크숍전](S.T, 현실과 발언, 서울80/동덕미술관)  
1982 [겨울, 대성리 35인전] 퍼포먼스 및 설치작업 <강변을 달리는 선> 발표, 대성리 화랑포 강변    
-  [서울현대미술제](미술회관)    
-  [판화30인전](토탈미술관)1983 [제10회 앙데팡당전](국립현대미술관)    
-  [서울현대미술제](미술회관)1984 [칠오전](청년작가회관)    
-  [목판모임 <나무>판화전](청년작가회관)    
-  [<나무>그룹 초대판화전](대구 맥향화랑)  
1986 [1986, 여기는 한국전] 퍼포먼스 <태동> 발표(대학로)    
-  [1986, 여기는 한국전] 대구전 퍼포먼스 <갇혀진 선> 발표(대구역 광장)    
-  [거리행위전](KBS TV(<카메라 동서남북>, 명동)    
-  [서울 ‘86행위설치미술제](아르코스모미술관), 퍼포먼스 <숨쉬는 조각Ⅰ>발표    
-  [신세대 목판화 12인전](P&P 갤러리)    
-  [소형 Selling 판화전](P&P 갤러리)    
-  [마케팅전](제3미술관)1987 [80년대 퍼포먼스-전환의 장](바탕골미술관)    
-  [87대전 행위미술제](쌍인미술관), 퍼포먼스 <두 번째의 죽음Ⅰ> 발표    
-  [대전트리엔날레], 퍼포먼스 <숨쉬는 조각Ⅱ> 발표(대전문화예술회관)    
-  [판화5인전](P&P갤러리)    
-  [부산청년작가비엔날레] 오프닝 퍼포먼스 <두 번째의 죽음Ⅱ> 발표(부산시립미술관 강당)  
1988 [한국화랑미술제] 초청 퍼포먼스 <거대한 눈Ⅱ> 발표(호암갤러리)    
-  [평화의 祭-장벽을 넘어서전] 기획 및 퍼포먼스 발표(독일문화원)  
1989 [‘89청년작가전], 퍼포먼스 <180개의 계란투척>(국립현대미술관)    
-  [예술과 행위, 그리고 인간, 그리고 삶, 그리고 소통전] 퍼포먼스 <신체와 인식> 발표(나우갤러리)    
-  [태풍의 눈전](녹색갤러리)  
1994 300초 스파트 행위 <유선전화-이건용과의 대화:전화하시겠어요?> 퍼포먼스 (터갤러리)  
1995 [비평의 눈전](압구정 현대백화점 현대아트갤러리)  
1998 퍼포먼스 <우주의 소리Ⅰ> 발표(호남대학교 교정)  
2000 [탄광촌미술관전], 퍼포먼스 <우주의 소리Ⅱ> 발표(강원도, 정선)  
1999-2000 [밀레니엄 난장 퍼포먼스 페스티벌] 기획 및 발표(씨어터제로)
외 다수 